# Скін-вокер
Скін-во́кер або перевертень (навахо yee naaldlooshii) — тип зловмисного чаклуна в культурі навахо, здатний перетворюватися на тварину або маскуватися під неї. Термін ніколи не використовується щодо знахарів, які можуть володіти аналогічними здібностями, але доброзичливі до інших людей.

## Образ і заняття
Скін-вокер — це чаклун, що застосовує чорну магію для перешкоджання добрим справам знахарів. Характерна риса скін-вокерів — здатність перетворюватися на будь-яку тварину. Людина отримує таку силу, порушуючи культурні табу, наприклад, вбиваючи члена своєї сім'ї, скоюючи інцест або людожерство. Іноді перетворення людини на скін-вокера розглядається як покарання за особливо важкі злочини. Скін-вокерами можуть стати як чоловіки, так і жінки.
Найчастіше скін-вокер перетворюється на койота чи вовка, але також здатен набувати вигляду померлих людей. Для перетворення скін-вокер ховається в печері, де одягає на себе звірину чи людську шкіру. Змінивши подобу, він убиває людей, шпигує, розсипає в житлах згубний порошок крізь вікна чи отвір у даху, оскверняє могили.
Іноді описується, що скін-вокер стає напівлюдиною, напівтвариною з тілом і ногами людини та з головою та лапами койота чи вовка. Він дуже швидкий та спритний. Часом згадується, що крім того вміє розмовляти звіриною мовою. Скін-вокерам приписується сила брати під контроль тварин і людей, щоб скоювати злочини. Іноді вважалося, що всі койоти — це скін-вокери в звіриній подобі.

## Місце в фольклорі
Мовою навахо yee naaldlooshii перекладається дослівно як «з його допомогою воно йде на чотирьох». Хоча, мабуть, найпоширеніший різновид, представлений у жанрі фантастики жахів (yee naaldlooshii) є одним із кількох різновидів перевертнів у культурі навахо; зокрема, вони є типом 'ánti'įhnii.
Скін-вокери водночас є значною частиною дитячого фольклору. Історії про перевертнів включають розповіді про те, як скін-вокер переслідує мисливців і вони ледве від нього тікають; як скін-вокер виманює мисливця з села, а коли той повертається, то виявляє, що його родина вбита; група мисливців женеться за скін-вокером і відтоді їх більше не бачили.
Іноземні інтерпретації історій про перевертнів — це, зазвичай, історії коли головного героя переймають у дорозі перевертні від яких він змушений втікати у спосіб, який, традиційно, не зустрічається в історіях навахо. Іноді діти племені навахо беруть народні казки європейських народів та замінюють лиходіїв на кшталт Гака на характерних для традицій свого племені, часто на скін-вокера.
Первісні легенди про скін-вокерів недостатньо зрозумілі за межами культури навахо як через небажання ними обговорювати цю тему зі сторонніми людьми, так і через відсутність необхідного наукового та життєвого досвіду та розуміння цього культурного феномену, на думку вченого з нації Черокі Едрієн Кіні. Представники навахо неохоче розкривають знання про перевертнів ненавахо або взагалі не обговорюють з тими кому не довіряють. Кін, засновник вебсайту Native Appropriations, написав у відповідь на те, що ненавахо включили легенди у свої літературні праці (і зокрема про вплив ідей Джоан Роулінг), що коли це буде зроблено, «ми, як корінні люди, тепер відкриті до шквалу запитань про ці вірування та традиції…але це не те, чого потребують або повинні обговорювати сторонні. Вибачте, якщо це здається „несправедливим“, але саме так виживають наші культури».

## У масовій культурі
Скін-вокери фігурують у фільмах жахів: «Скін-вокери» (2002 і 2006), «Ранчо „Скін-вокер“» (2013). Згадуються також у серіалі «Вовченя» 2011 року у декількох епізодах 5-го сезону.
Розслідування серії вбивств, скоєних скін-вокером, описано в серії коміксів «Скін-вокер» (2003).